# Schaduw en elfenvuur
Schaduw en elfenvuur is een fantasyroman van Peter Schaap. Het boek maakt deel uit van de trilogie Schaduwmeesters, waarin verder nog verschenen Schaduw en dwergenstaal en Schaduw en drakenstof. Eerdere boeken van Peter Schaap verschenen in de serie M=SF, maar deze serie was in 2000 al gestopt. Het verscheen in eerste druk met imprint *M-Fantasy.  

## Synopsis
Het verhaal speelt zich af in het jaar 312 van het Tweede Keizerrijk. Het eerste Keizerrijk is ten onder gegaan aan magie, reden waarom dat in het Tweede Keizerrijk verboden is. Tegen die achtergrond leeft Baldin Albachtszoon, een leerling-schrijver, in Valksborg. Albacht zelf was monnik. In die hoedanigheid krijgt hij een schrijfsel onder ogen van Ocke Smidszoon. Die Ocke bezocht, ondanks dat het hem strikt verboden was, ooit een circustent alwaar het publiek in de macht werd gehouden door de Schaduw. Sinds dat bezoek wordt Ocke achtervolgd door die schaduw. Ocke krijgt te maken met dood door ophanging en schreef zijn verhaal. Baldin leest het en krijgt vervolgens ook meteen last van nachtmerries, waarbij ook hij achterna wordt gezeten door die schaduwen.
In het jaar 312 worden mensen uit Valkborg gevraagd steun te verlenen aan het dorp Sascuet. De stad aan een meer heeft te maken met steeds minder visvangst. Alhoewel magie dus verboden is, lijkt het er toch sterk op dat er magie gebruikt is om het dorp dwars te zitten. Onder leiding van Meester Leonus vertrekt een gemêleerd gezelschap, zij worden continu door magie beïnvloed. Al snel wordt Baldin ontvoerd door Omaric, dat blijkt de beoogde troonopvolger te zijn van het Keizerrijk, maar hij koos niet voor de troon, maar voor magie. Baldin, een halfelf, blijkt dan toch vol te zitten met magie. Zijn elfenvuur waarschuwt hem voor gevaar of als hij het simpelweg koud heeft. Het gezelschap krijgt als het ene probleem is opgelost, direct te maken met een volgend probleem. Daarbij speelt betovering een rol, maar ook intermenselijk gedrag maakt de reis haast onmogelijk.   